# Yvette Mollen
Yvette Mollen est une professeure, chercheuse, traductrice et créatrice d’outils pédagogiques pour l’enseignement de l’innu-aimun, langue maternelle de la nation innue. Elle travaille pour la préservation, la valorisation, la transmission et la protection de l'innu-aimun et des connaissances ancestrales des peuples autochtones.

## Biographie
Yvette Mollen est une professeure, chercheuse, traductrice et créatrice d’outils pédagogiques pour l’enseignement de l’innu-aimun, langue maternelle de la nation innue. Elle est née dans la communauté innue d’Ekuanitshit, situé dans la région de la Côte-Nord du Québec.
Yvette consacre sa carrière à la protection, valorisation, l’enseignement de l’innu-aimun. Après tout, la langue et la culture sont une richesse qu'il faut sauvegarder,,,. Elle dédie une grande partie de sa carrière à l’enseignement. Elle a notamment enseigné l’innu-aimun dans des communautés autochtones en contexte communautaire. Additionnellement, depuis 2017, elle enseigne l’innu-aimun dans son alma mater, l’université de Montréal,. Elle est professeure agrégée en langue innu-aimun du département de linguistique et de traduction de l’université de Montréal depuis 2022. Au travers de ses écrits et des nombreuses conférences auxquelles elle a participé, elle aborde les nombreux défis auxquels elle doit faire face. Elle doit notamment faire face aux défis d’enseignement de langue autochtone a des allophones.
Depuis 2022, Yvette Mollen est experte-conseil au sein du comité sur les langues autochtones de la Commission canadienne pour l’UNESCO (CCUNESCO). Elle a également été experte-conseil en langue innue pour le projet sur les technologies pour les langues autochtones canadiennes du Conseil National de Recherches du Canada de 2019 à 2021. En 2021, elle a été conseillère en langue innue au centre Nikanite de l’université du Québec à Chicoutimi de même qu’au sein du conseil des Innus d’Ekuanitshit a l’assemblée des Premières Nations et ministère de Patrimoine Canada de 2020 à 2021. De 2018 à 2020, Yvette Mollen a été conseillère en langue innue pour Pekuakamiulnuatsh Takuhikan (Conseil de bande des Ilnus de Mashteuiatsh). Yvette a été directrice du secteur de langue et culture innue de l’Institut Tshakapesh de 2003 à 2016,,.
Yvette Mollen a actuellement deux projets de recherche en cours. Elle est chercheuse principale pour le projet Kushpitau! (Montons en territoire), un projet de recherche appuyé par le Conseil de recherche en sciences humaines du Canada (CRSH). Elle est également co-chercheuse de Marie-Claude L’Homme pour le projet Uauitamutau assi. Terminolgie de l’environnement en langue innue (innu-aimun), un projet en collaboration avec l'Institut Tshakapesh et appuyé par la subvention du développement Savoir du CRSH.

## Prix et distinctions
- 2020 : Prix de valorisation des langues autochtones de l'Université de Montréal[14].
- 2021 : Prix du Québec : Prix Gérard-Morisset pour contributions et réalisations dans les domaines de l'enseignement et de la recherche universitaire sur les langues autochtones[15],[16].
- 2022 : Prix littéraire des enseignants de français, catégorie Poésie pour le livre Nin Auass (Laure Morali et Joséphine Bacon, Mémoire d’encrier et Institut Tshakapesh, 2022)[17].
- 2023 : Gala Angeliss, hommage reçu pour son travail concernant la valorisation de la langue innue.
- 2024 : Prix d'excellence en enseignement de l'Université de Montréal[18].
- 2024 : Chevalière de l'Ordre national du Québec[19].
- 2024 : Récipiendaire de la médaille du Couronnement de Charles III.

## Publications
- 2006 : Mollen, Y. Transmettre un héritage; la langue innue. Cap-aux-diamants, numéro 85, printemps 2006, p. 21 - 25[7].
- 2009 : Mollen, Y. Particularités culturelles et linguistiques des élèves innus. Correspondance, volume 15, numéro 2[20].
- 2011 : Mollen, Y. Projet « innu » sur l’apprentissage de la langue, Vie Pédagogique, Dossier Regards sur les apprentissages des élèves, aujourd’hui, Numéro 159.
- 2011 : Junker, M., Mollen, Y., et St-Onge, H. (eds). Innu-aimitaau: Manuel de conversation Innu-Aimun (dialectes du Québec)/ Innu-Aimun conversation manual (Quebec dialects).  (ISBN 9782920791749).
- 2016 : Junker, M., MacKenzie, M. and Mollen,Y. Structures comparées de l’Innu et du français. dans Le coin des enseignants.
- 2019 : Hasler, L., Junker,M., Mollen, Y., et Owen,C. Leçons innues en ligne: Guide pédagogique et Guide d’utilisation[21].
- 2019 : Junker, M. et Mollen, Y. Applis et Outils Web pour la langue Innue. Revue de la persévérance et de la réussite scolaires chez les Premiers Peuples, 3, 2: 62-63.
- 2020 : Hasler, L., Owen, C., Junker,M., Mollen, Y. Innu Online Lessons Pedagogical and User Guide. First edition 2019, second edition 2020[22].
- 2022 : Boivin-Comtois, M., Bouchard, I., Clapperton-Richard, A. “Entrevue avec Yvette Mollen: Protéger et Transmettre l’innu-Aimun.” Revue À Bâbord !, no. 92[8].
- 2023 : Ambroise, J., Junker, M., MacKenzie, M., Mollen, Y. Dictionnaire innu en ligne[23].
- 2023 : Ambroise, J., Baraby A., Junker, M., Mollen, Y. Innu Verbs Conjugation Guide[24]. Volume 1: 327 pages. Volume 2: 203 pages. Uashat/ Sept-Îles, QC: Les Éditions Tshakapesh.
- 2023 : Ambroise, J., Baraby A., Junker, M., Mollen, Y. Guide de conjugaison des verbes innus[25]. Volume 1: 327 pages. Volume 2: 203 pages. Uashat/ Sept-Îles, QC: Les Éditions Tshakapesh.

## Conférences
- 2012 : Junker, M., St-Onge, H., C., Mollen, Y., Torkornoo, D. Integrated Web Tools for Innu Language Maintenance. 44nd Algonquian Conference / 44e congrès des algonquinistes, University of Chicago[26].
- 2017 : Baraby, A., Junker, M., Mollen, Y. A 45-year old language documentation program first aimed at speakers: the case of Innu. 5th International Conference on Language Documentation & Conservation (ICLDC). Honolulu, Hawaï[27].
- 2017 : Mollen, Y. L’enseignement de la langue innue: apprentissage autodidacte et cours communautaires et universitaires., Colloque ACFAS, Regard actuel sur l’enseignement et l’apprentissage des langues autochtones[28].
- 2017 : Mollen, Y. Défis des communautés innues aujourd’hui: sauvegarde de la langue. Revitalisation de la culture, importance de la transmission., Colloque international du CREPAL: Amérindianités au Brésil et au Québec: Art, littérature, patrimoine, les armes d’une reconquête, Université Sorbonne Nouvelle-Paris 3, Paris[29].
- 2018 : Sukran Tipi, Mollen, Y. Transmettre la langue innue en milieu urbain: les besoins et les défis., 86e congrès de l’ACFAS Colloque 607.  Université du Québec à Chicoutimi[30].
- 2019 : Mollen, Y. L’importance de transmettre un héritage: notre langue., conférence donnée à Mashteuiatsh.
- 2019 : Junker, M., Owen, C., Mollen, Y. Neacappo, Mimie. Pédagogie et informatique: exercices en ligne pour appuyer l’enseignement et l’apprentissage des langues autochtones. 3e colloque sur les langues autochtones: Assurer la relève pour la transmission et l’enseignement des langues autochtones. 75e Congrès annuel de l’Association francophone pour le savoir. Université du Québec en Outaouais.
- 2019 : Mollen, Y. Enseigner la langue innue: un apprentissage., Conférence internationale 2019 sur les langues autochtones: HELISET TTE SKAL ‘Let the languages live’, Victoria, BC[31].
- 2020 : Junker, M., Owen, C., Mollen, Y. Neacappo, M., Torkornoo, D. The Online Learning Platform for Algonquian Languages. 52nd Algonquian Conference / 52e congrès des algonquinistes, University of Wisconsin.
- 2021 : Mollen, Y. L’innu, une langue à protéger, Projet Awikhiganisaskak: Promouvoir les langues et les cultures autochtones dans les établissements d’enseignement supérieur de l’Estrie, Sherbrooke.
- 2022 : Mollen, Y. L’innu, un héritage transmis de génération en génération! Une initiation à la langue innue. Printemps de la culture au Cégep Edouard-Montpetit.
- 2022 : Mollen, Y. L’innu n’est pas la langue d’enseignement dans les écoles innues! Lancement de l’Observatoire sur l’éducation en contexte linguistique minoritaire de l’Université d'Ottawa[32].
- 2023 : Lambert-Brétière, Renée, Mollen, Y. Panorama du patrimoine linguistique autochtone du Québec: Savoir d’où l’on vient pour savoir où l’on va. Colloque 7 Langues autochtones: au présent et au futur du 90e Congrès de l’ACFAS, Université de Montréal[33].
- 2023 : Lambert-Brétière, R., Mollen, Y. Enjeux sociaux et politiques de la commémoration du patrimoine linguistique autochtone. Colloque 303 La commémoration au cœur des patrimoines du 90e Congrès de l’ACFAS, Université de Montréal[34].
- 2023 : Haque, E., Mollen, Y., Tailleur, S. Panel: Réconcilier la tension entre les langues autochtones et les langues officielles / Reconciling the tension between Indigenous and official languages, Congrès de l’Association canadienne de linguistique dans le cadre du Congrès des sciences humaines, Université York[35].
- Mollen, Y. Atelier sur l’enseignement de la langue innue. Colloque du secteur de l’éducation d’ITUM « Manashtetau mak anassetau mamu ut tshitauassimuat », Uashat mak Mani-utenam[36].
- 2023 : Mollen, Y. Un travail continu pour assurer la survie de nos langues maternelles: le cas de la langue innue au Québec. Centre d’études canadiennes de Grenoble, Université de Grenoble, Grenoble, France[37].
- 2023 : Mollen, Y. Tshishe-utshimass mak innuat. Le Petit Prince dans tous ses états. Regards interdisciplinaires. Université Franche-Comté, Besançon, France[38].
- 2024 : Deblonde, G., Mollen, Y. Ui ashu-minakanuat innu- aimunnu « On veut transmettre la langue aux enfants » 22e Colloque annuel du Centre interuniversitaire d’étude et de recherches autochtones (CIÉRA) : « De la revitalisation à la réappropriation langière, droits, langues et transmission des savoirs ancestraux ». Musée de la civilisation, Québec[39].